# Safari (browser)
 For alternative betydninger, se Safari. (Se også artikler, som begynder med Safari)
Safari er en webbrowser til Mac OS X (Macintosh styresystem) og Windows. (Den var tilgængelig for Windows 2007-2010, men bliver ikke mere opdateret).
Browseren blev frigivet på Apples Worldwide Developers Conference i San Francisco den 7. januar 2003 under versionsbetegnelsen 1.0pbv48 [0.80].
Safari er den mest anvendte browser på Mac.
Safaris layout-motor WebKit er baseret på layout-motoren fra Konqueror (KHTML).